# 原市沼川

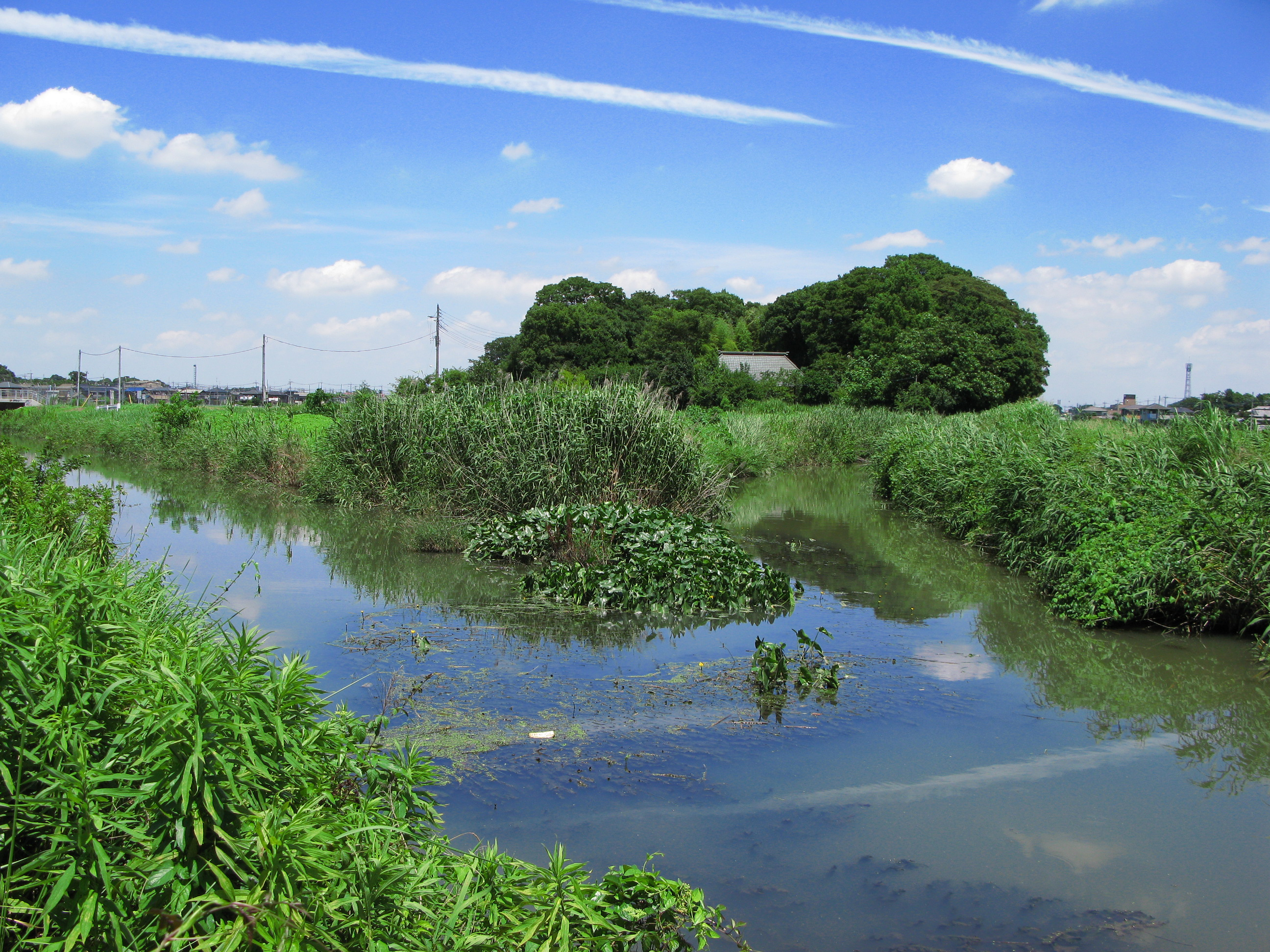
原市沼川と綾瀬川の合流点（上尾市瓦葺）

原市沼川（はらいちぬまがわ）は、埼玉県上尾市および北足立郡伊奈町を流れる準用河川。利根川水系綾瀬川の支流である。なお、柳津橋から綾瀬川合流点迄の下流域の約2.5 kmは一級河川に指定されている。

## 地理
埼玉県上尾市菅谷および上尾市須ヶ谷に源を発し南東に流れる。上越新幹線、東北新幹線、ニューシャトル高架下で原市沼に注ぎ、原市沼より流れ出て埼玉県道3号さいたま栗橋線をくぐり、伊奈町小室と上尾市瓦葺の境界で綾瀬川右岸に合流する。

## 流域自治体
埼玉県
上尾市、北足立郡伊奈町

## 橋梁
- 菅谷橋（埼玉県道87号上尾久喜線）
- 名称不明
- 上平橋（埼玉県道5号さいたま菖蒲線）
- 名称不明
- 埼玉県道150号上尾蓮田線
- 柳津橋（埼玉県道323号上尾環状線）
- 沼橋
- 東北・上越新幹線
- 境橋
- 原市沼橋（埼玉県道3号さいたま栗橋線）
- 志の崎橋
- 名称不明（人道橋）